# Gloeomucro flavus
Gloeomucro flavus é uma espécie de fungo pertencente à família Hydnaceae.